# Pseudocyclops crassiremis
Pseudocyclops crassiremis is een eenoogkreeftjessoort uit de familie van de Pseudocyclopidae. De wetenschappelijke naam van de soort is voor het eerst geldig gepubliceerd in 1872 door Brady.